# Физо (лунный кратер)
Кратер Физо (лат. Fizeau) — большой ударный кратер в южном полушарии обратной стороны Луны. Название присвоено в честь французского физика Армана Ипполита Луи Физо (1819—1896) и утверждено Международным астрономическим союзом в 1970 г. Образование кратера относится к позднеимбрийскому периоду.

## Описание кратера

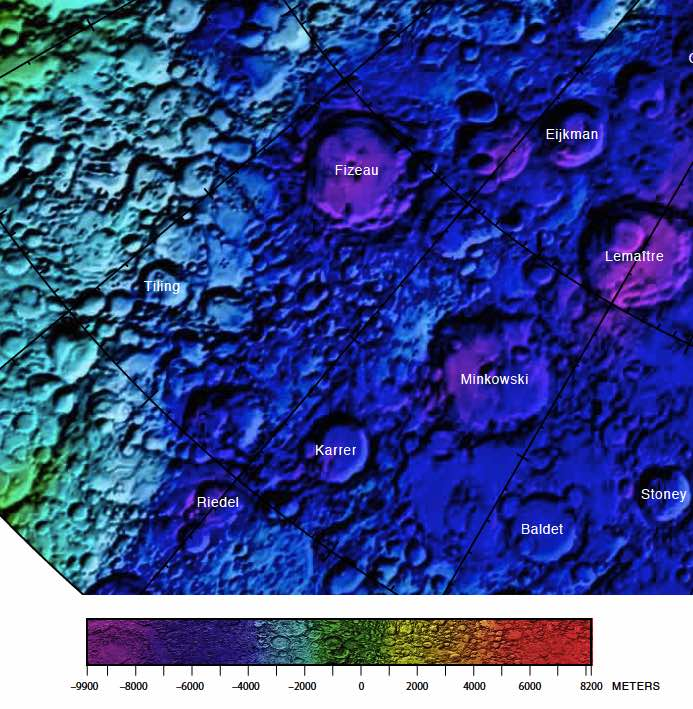
Окрестности кратера Физо. Фрагмент карты области южного полюса Луны.

Ближайшими соседями кратера являются кратер Минковский на западе-северо-западе; кратер Каррер на северо-западе; кратер Тилинг на севере; кратер Липпман на востоке; кратер Ватсон на юго-востоке и кратер Эйкман на юго-западе. Селенографические координаты центра кратера 58°11′ ю. ш. 134°07′ з. д. / 58,19° ю. ш. 134,11° з. д., диаметр 107,1 км, глубина 2,9 км. 
Кратер Физо имеет полигональную форму и практически не разрушен. Вал с четко очерченной кромкой, юго-западная оконечность вала перекрыта сателлитным кратером Физо Q (см. ниже), к северной оконечности прилегает приметный маленький чашеобразный кратер. Внутренний склон вала ярко выраженной террасовидной структуры, южная часть склона со следами обрушения у подножья. Высота вала над окружающей местностью достигает 1550 м, объем кратера составляет приблизительно 12600 км³. Дно чаши пересеченное, за исключением сравнительно ровной области в юго-западной части, изобилует отдельно стоящими холмами. В центре чаши находятся два пика состоящие из габбро-норито-троктолитовый анортозита с содержанием плагиоклаза 80-85 % (GNTA2) и анортозитового норита (AN).

## Сателлитные кратеры
| Физо | Координаты                                              | Диаметр, км |
| ---- | ------------------------------------------------------- | ----------- |
| C    | 56°05′ ю. ш. 128°55′ з. д. / 56,08° ю. ш. 128,91° з. д. | 20,6        |
| F    | 58°11′ ю. ш. 124°38′ з. д. / 58,19° ю. ш. 124,63° з. д. | 19,2        |
| G    | 58°59′ ю. ш. 124°34′ з. д. / 58,99° ю. ш. 124,56° з. д. | 55,4        |
| Q    | 59°37′ ю. ш. 136°35′ з. д. / 59,62° ю. ш. 136,59° з. д. | 26,9        |
| S    | 58°40′ ю. ш. 140°26′ з. д. / 58,66° ю. ш. 140,43° з. д. | 64,1        |

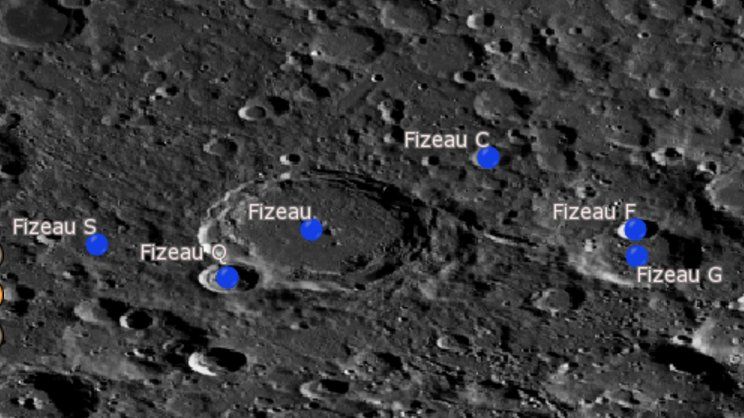
Снимок зонда Lunar Rec.

- Сателлитный кратер Физо Q вероятно является коцентрическим кратером.
- Образование сателлитного кратера Физо S относится к донектарскому периоду[1].